# Scarabaeus basuto
Scarabaeus basuto là một loài bọ cánh cứng trong họ Bọ hung (Scarabaeidae).